# Go Ara
Go Ara (hangul: 고아라, hancha: 高雅羅; ur. 11 lutego 1990 w Jinju) – południowokoreańska aktorka i modelka. Grała główną rolę w takich serialach jak Banollim (2003–2006), Odpowiedz 1994 (2013), Wszyscy jesteście otoczeni. (2014), Hwarang (2016–17), Black (2017) oraz Ms. Hammurabi (2018). 
Go Ara ukończyła studia na Uniwersytecie Chung-Ang.

## Filmografia

### Filmy
| Rok  | Tytuł                                  | Rola                     |
| ---- | -------------------------------------- | ------------------------ |
| 2007 | Czyngis-chan: Na podbój świata         | Khulan                   |
| 2009 | Dance, Subaru!                         | Liz Park                 |
| 2012 | Pacemaker                              | Yoo Ji-won               |
| 2012 | Papa                                   | June                     |
| 2015 | Joseon masulsa                         | księżniczka Cheongmyeong |
| 2016 | Tamjeong Hong Gil-dong: Sarajin ma-eul | prezes Hwang             |

### Telewizja
| Rok       | Tytuł                                | Rola                          | Stacja telewizyjna |
| --------- | ------------------------------------ | ----------------------------- | ------------------ |
| 2003-2005 | Banollim #1                          | Lee Ok-rim                    | KBS2               |
| 2005-2006 | Banollim #2                          | Lee Ok-rim                    | KBS2               |
| 2006-2007 | Nunkkot                              | Yoo Da-mi                     | SBS                |
| 2008      | Nuguseyo?                            | Son Young-in                  | MBC                |
| 2009      | Karei naru Spy (jap. 華麗なるスパイ) | Shin Yoon-ah (cameo, odc. 3)  | NTV                |
| 2009      | Maenttang-e heading                  | Kang Hae-bin                  | MBC                |
| 2013      | Odpowiedz 1994                       | Sung Na-jung                  | tvN                |
| 2014      | Wszyscy jesteście otoczeni.          | Eo Soo-sun                    | SBS                |
| 2015      | Producent                            | ona sama (cameo, odc. 6)      | KBS2               |
| 2015–2016 | Eungdaphara 1988                     | Sung Na-jung (cameo, odc. 18) | tvN                |
| 2016-2017 | Hwarang                              | Aro                           | KBS2               |
| 2017      | Black                                | Kang Ha-ram                   | OCN                |
| 2018      | Ms. Hammurabi                        | Park Cha Oh-reum              | JTBC               |
| 2019      | Haechi                               | Chun Yeo-ji                   | SBS                |
| 2020      | Hospital Playlist                    | ona sama (cameo, odc. 5–6)    | tvN                |
| 2020      | Do Do Sol Sol La La Sol              | Goo Ra-ra                     | KBS2               |

### Teledyski
| Rok  | Tytuł                        | Artysta      | Album               |
| ---- | ---------------------------- | ------------ | ------------------- |
| 2011 | „Hug”                        | TVXQ         | Tri-Angle           |
| 2006 | „La'Tale”                    |              |                     |
| 2008 | „Innocent Blue”              | Mink         |                     |
| 2011 | „Before U Go”                | TVXQ         | Keep Your Head Down |
| 2011 | „Juliette” (wersja japońska) | SHINee       | THE FIRST           |
| 2015 | „A Million Pieces”           | Cho Kyu-hyun | Fall, Once Again    |

## Dyskografia
| Rok  | Tytuł                | Uwagi              |
| ---- | -------------------- | ------------------ |
| 2012 | „Now”                | Papa OST           |
| 2012 | „Little Girl Dreams” | Papa OST           |
| 2013 | „Start”              | Odpowiedz 1994 OST |